# Paepalanthus repens
Paepalanthus repens là một loài thực vật có hoa trong họ Eriocaulaceae. Loài này được (Lam.) Körn. mô tả khoa học đầu tiên năm 1863.